# 克劳迪娅·焦尔达尼
克劳迪娅·焦尔达尼（義大利語：Claudia Giordani，1955年10月27日—），意大利女子高山滑雪运动员。她曾代表意大利参加1976年和1980年冬季奥林匹克运动会高山滑雪比赛，其中1976年奥运会获得一枚银牌。